# Débocagisation
 (avril 2012).
Si vous disposez d'ouvrages ou d'articles de référence ou si vous connaissez des sites web de qualité traitant du thème abordé ici, merci de compléter l'article en donnant les références utiles à sa vérifiabilité et en les liant à la section « Notes et références ».

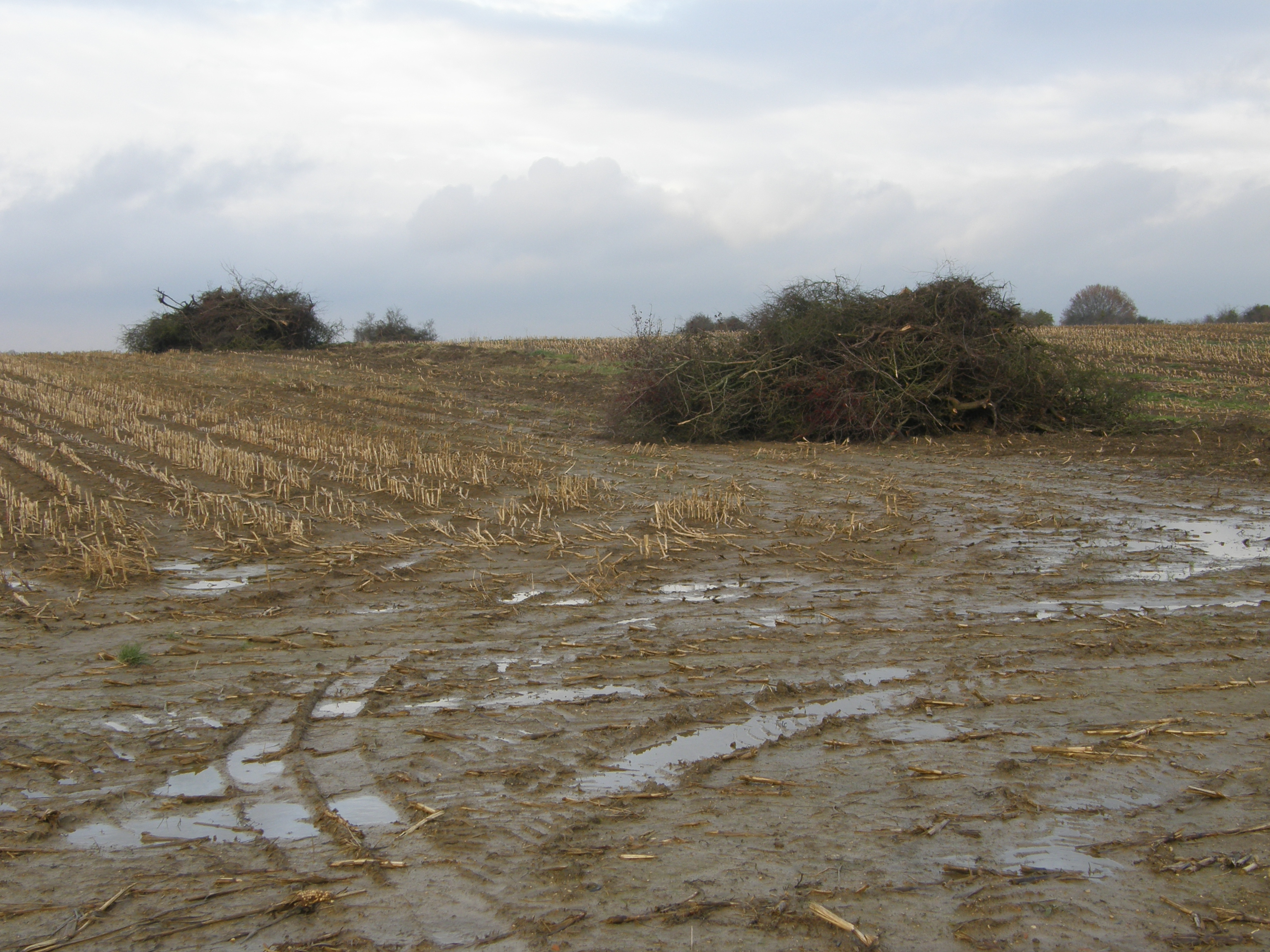
En France métropolitaine, 70 % du linéaire de haies existant à l'apogée du bocage (1850‑1910) a été détruit au cours du XXe siècle, soit 1,4 million de kilomètres de haies arrachées. Entre 2017 et 2021, chaque année sont perdues 23500 km de haies tandis qu'en sont replantées 3000 km, soit une perte nette de près de 20000 km (1,5 % du linéaire total).

La débocagisation (néologisme du géographe Pierre Flatrès) ou débocagement est la régression ou la disparition du bocage par arrachage des haies, arasement des talus et réunion des parcelles.
Les facteurs principaux de cette destruction du bocage sont le remembrement (qui s'inscrit dans la dynamique de concentration foncière des exploitations et de l'agrandissement du parcellaire facilité par la mécanisation agricole, mais aussi dans l'intensification fourragère et la réduction de la place du pâturage dans l'élevage), le comblement des points d'eau, l'étalement urbain et les décisions de politiques agricoles.
La conjonction de ces facteurs engendre un phénomène d’érosion accru, une diminution de la nappe phréatique et une perte de la diversité.

## Historique dubocage

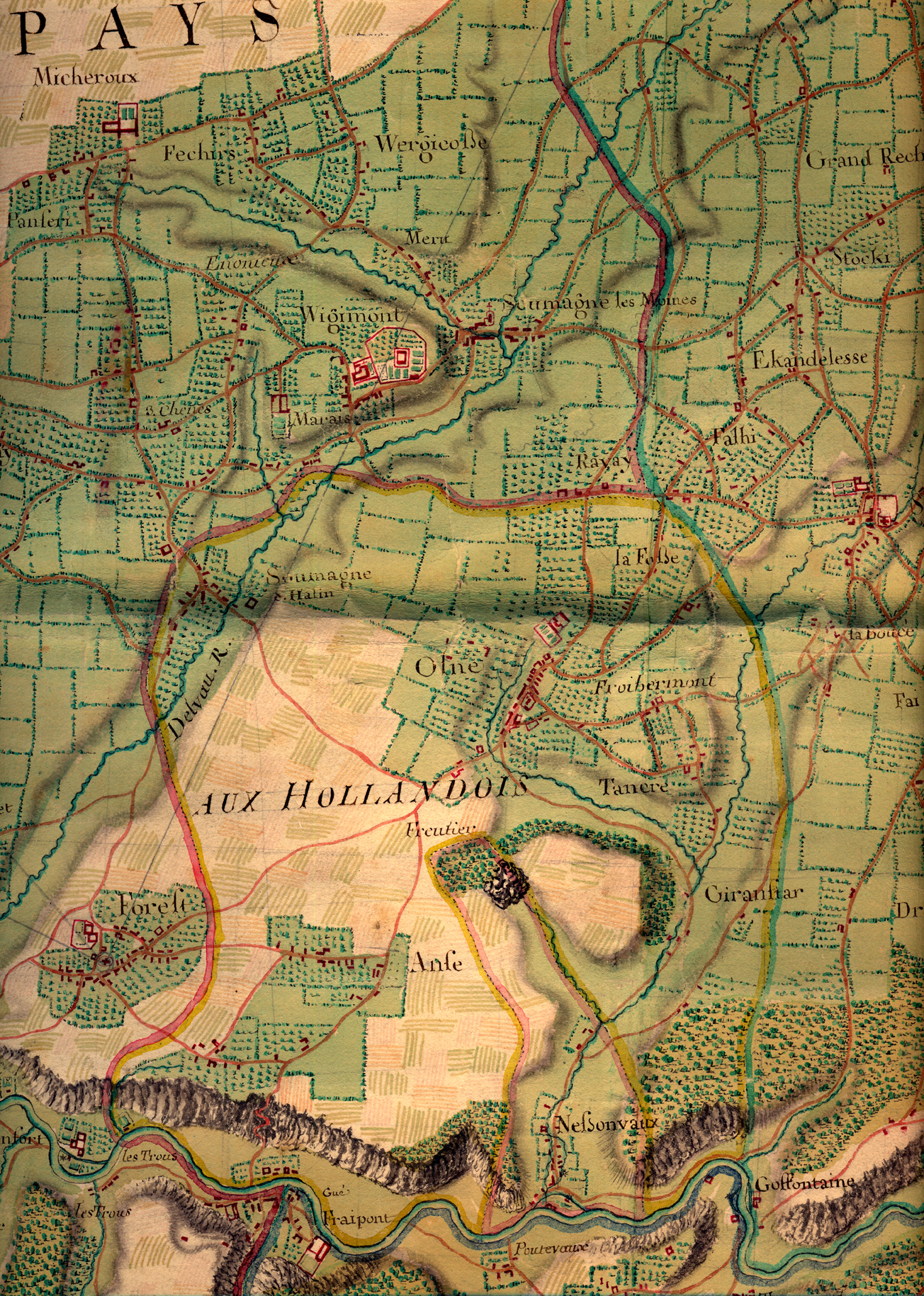
Un bocage vers 1745 : le Pays de Herve (Carte de Cassini)

À la fin du XVe siècle, l'habitat était groupé et le sol était principalement affecté aux labours, aux bruyères et aux bois. C'est pendant les XVIe et XVIIe siècles que les bois et les terres incultes ont été subdivisés en parcelles d'herbages massives et irrégulières au milieu desquelles les agriculteurs construisirent leurs fermes isolées.
Puis la conversion atteignit les villages eux-mêmes et les champs voisins. L'individualisation agraire triompha, chacun restant à l'écart de l'autre. Le mouvement était achevé vers la fin du XVIIe siècle,.
Si les raisons de cette mutation ne nous sont pas entièrement connues, celle-ci peut s'expliquer par des circonstances économiques nouvelles, générales à toutes les régions bocagères, à savoir, l'interdiction d'exporter des céréales, d'où les surplus sur le marché.
Le mouvement s'explique aussi par une augmentation de la population des villes voisines et par l'impact des destructions des récoltes provoquées par les armées de passage, ce qui poussa les paysans à passer aux productions bovines. D'autre part, ces régions présentant généralement des terres argileuses et humides convenaient particulièrement bien à l'herbage, ou des limons humides, qui ont les mêmes propriétés.

## Les facteurs spécifiques

### Les haies
Le travail à consacrer à l'entretien et à la taille des haies du bocage en est la raison majeure.
À laquelle se sont ajoutées les obligations de tontes liées à l'éradication du feu bactérien, attaquant et entraînant, à terme, la mort de l'aubépine et des arbres fruitiers, spécialement du poirier.
Au lieu de procéder à une taille efficace, le cultivateur préfère arracher les tronçons de haies malades, et les mailles bocagères s'éclaircissent d'autant.
D'autres facteurs expliquent la disparition des haies : les maladies, le remembrement, la facilité de l’usage des barbelés, le manque d’entretien et la fin des petites exploitations, enfin l'apparition des tracteurs et des grandes machines agricoles, et de parcelles de plus en plus grandes.
La haie avait perdu aussi son caractère juridique. Mais depuis avril 2015, le maintien des bosquets et haies fait partie des bonnes conditions agricoles et environnementales (BCAE), qui conditionnent les aides de la politique agricole commune.

### Les vergers
Mais, l'élément bocager qui a le plus évolué récemment est incontestablement le verger d'arbres fruitiers à haute-tiges dont l'intérêt économique a complètement disparu - c'était un appoint intéressant pour les petites exploitations - et dont l'arrachage a été encouragé par la Commission des Communautés Européennes par des primes.
Entre 1954 et 1971, les vergers, encore aussi nombreux qu'au XIXe siècle, ont été réduits à quelques parcelles.
En fait, beaucoup des vergers de 1954 étaient déjà vieillis et clairsemés et posaient de lourds problèmes de rentabilité dans la concurrence inter régionale et internationale.

### Les points d'eau
La principale cause de disparition des mares est due à un vieux principe d’hygiène qui voulait qu’on éradique les moustiques, vecteurs de maladies.
Même si le seuil est trop élevé pour permettre un maintien de la plupart des points d'eau champêtres, il convient de noter un petit progrès puisque depuis avril 2015, le maintien des mares de plus de 10 ares fait partie des bonnes conditions agricoles et environnementales (BCAE), qui conditionnent les aides de la politique agricole commune.

### L'habitat dispersé
La fin des petites exploitations du bocage, les agglomérations grandissantes et le mouvement de retour à la campagne, la recherche des "fermettes de charmes", vont aussi concourir à cette débocagisation. Enfin un plan de secteur basé sur des considérations économiques qui exigent de construire le long des routes va achever la dégradation du paysage.

## Les résultats
La disparition des haies engendre principalement un phénomène d’érosion accru. Parfois les seules haies conservées sont dirigées dans le sens des pentes. L’eau ruisselant beaucoup plus vite, elle ne pénètre pas dans le sol et appauvrit la nappe phréatique.
D’autre part, la fin des haies et des mares nous a fait perdre la diversité de la flore et de la faune spécifique : la présence de plusieurs espèces de plantes et d’insectes. La perte des batraciens engendre la pullulation d'insectes dits « nuisibles ».
L’arrachage des hautes tiges, a eu raison des vergers. Il est évident que, comme les haies, ils participaient à empêcher l’érosion et à la diversité de la faune et de la flore, notamment au refuge et à la nourriture des oiseaux.